# Llista dels parcs nacionals de Finlàndia
Aquests són els 35 parcs nacionals de Finlàndia. Tots ells estan manejats per la Metsähallitus amb l'excepció del Parc Nacional de Koli el qual està manejat per l'Institut d'Investigació Forestal de Finlàndia. Els parcs nacionals cobreixen una àrea total de 8,150 km². Un total d'1.4 milions de persones van visitar els parcs l'any 2005.

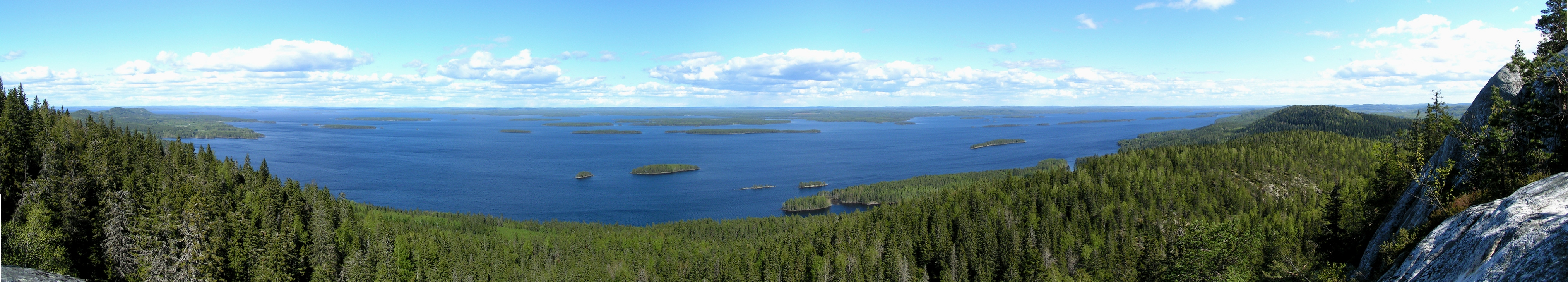
Llac Pielinen vist des d'un puig en el Parc Nacional de Koli.

## Llista de parcs nacionals
| Parc nacional              | Província            | Àrea (km²) | Any de fundació | Visites (2005) |
| -------------------------- | -------------------- | ---------- | --------------- | -------------- |
| Golf Oriental de Finlàndia | Finlàndia del Sud    | 6.7        | 1982            | 16,000         |
| Arxipèlag Ekenäs           | Finlàndia del Sud    | 52         | 1989            | 23,000         |
| Helvetinjärvi              | Finlàndia Occidental | 49.8       | 1982            | 32,000         |
| Hiidenportti               | Província d'Oulu     | 45         | 1982            | 10,000         |
| Isojärvi                   | Finlàndia Occidental | 19         | 1982            | 8,000          |
| Kauhaneva-Pohjankangas     | Finlàndia Occidental | 57         | 1982            | 6,000          |
| Koli                       | Finlàndia Oriental   | 30         | 1991            | N/A            |
| Kolovesi                   | Finlàndia Oriental   | 23         | 1990            | 6,500          |
| Kurjenrahka                | Finlàndia Occidental | 29         | 1998            | 25,000         |
| Lauhanvuori                | Finlàndia Occidental | 53         | 1982            | 27,000         |
| Leivonmäki                 | Finlàndia Occidental | 29         | 2003            | 10,000         |
| Lemmenjoki                 | Província de Lapònia | 2,850      | 1956            | 10,000         |
| Liesjärvi                  | Finlàndia del Sud    | 22         | 1956            | 25,000         |
| Linnansaari                | Finlàndia Oriental   | 38         | 1956            | 28,000         |
| Nuuksio                    | Finlàndia del Sud    | 45         | 1994            | 110,000        |
| Oulanka                    | Oulu / Lapònia       | 270        | 1956            | 173,500        |
| Päijänne                   | Finlàndia del Sud    | 14         | 1993            | 12,000         |
| Pallas-Yllästunturi        | Província de Lapònia | 1,020      | 2005            | 300,000        |
| Patvinsuo                  | Finlàndia Oriental   | 105        | 1982            | 14,000         |
| Perämeri                   | Província de Lapònia | 2.5        | 1991            | 2,500          |
| Petkeljärvi                | Finlàndia Oriental   | 6          | 1956            | 17,500         |
| Puurijärvi-Isosuo          | Finlàndia Occidental | 27         | 1993            | 17,000         |
| Pyhä-Häkki                 | Finlàndia Occidental | 13         | 1956            | 9,000          |
| Pyhä-Luosto                | Província de Lapònia | 142        | 2005            | 95,000         |
| Repovesi                   | Sud / Oriental       | 15         | 2003            | 65,000         |
| Riisitunturi               | Província de Lapònia | 77         | 1982            | 7,000          |
| Rokua                      | Província d'Oulu     | 4.3        | 1956            | 20,000         |
| Salamajärvi                | Finlàndia Occidental | 62         | 1982            | 10,000         |
| Seitseminen                | Finlàndia Occidental | 45.5       | 1982            | 40,000         |
| Arxipèlag Sud-occidental   | Finlàndia del Sud    | 500        | 1982            | 60,000         |
| Syöte                      | Província d'Oulu     | 299        | 2000            | 33,500         |
| Tiilikkajärvi              | Oriental / Oulu      | 34         | 1982            | 6,500          |
| Torronsuo                  | Finlàndia del Sud    | 25.5       | 1990            | 20,000         |
| Urho Kekkonen              | Província de Lapònia | 2,550      | 1983            | 165,000        |
| Valkmusa                   | Finlàndia del Sud    | 17         | 1996            | 6,000          |